# Brigada de Belfast (IRA Provisional)
La Brigada de Belfast de l'IRA Provisional va ser una de les unitats més actives de l'organització paramilitar irlandesa, amb seu a la ciutat de Belfast, durant el conflicte nord-irlandès.
El nucli de la brigada va sorgir a les divisions dels republicans de Belfast els darrers mesos del 1969, que va donar lloc a l'escissió dels provisionals, i es va establir formalment el gener de 1970 a mesura que es van crear les estructures del nou grup escindit. La brigada estava organitzada en línies geogràfiques en tres batallons: el primer batalló cobria les Upper Falls, Ballymurphy i Andersonstown. El segon batalló cobria Lower Falls, Clonard i els Divis Flats. I el tercer batalló cobria The Bone i Short Strand.

## Formació
La brigada de Belfast va ser una de les primeres unitats actives de l'IRA provisional, després de l'escissió a l'IRA a finals de 1969. Després dels aldarulls d'Irlanda del Nord de 1969, molts republicans de Belfast van considerar que l'IRA havia defraudat la comunitat catòlica irlandesa en no impedir l'assalt i la crema de diversos per part dels lleialistes. Billy McKee va denunciar Billy McMillen, el comandant de l'IRA a Belfast i la direcció de l'IRA amb seu a Dublín, per no haver proporcionat armes, planificació ni militants per defensar els carrers catòlics.
El 22 de setembre, McKee i diversos altres homes armats de l'IRA van arribar a una reunió convocada per McMillen i van intentar destituir-lo com a cap de l'IRA de Belfast. No van tenir èxit, però van anunciar que ja no acatarien ordres de la direcció de l'IRA a Dublín. El desembre d'aquest mateix any, l'IRA es va dividir en l'IRA Provisional, que estava compost per militaristes tradicionals com McKee, i l'IRA Oficial, format per la direcció marxista i els seus seguidors. McKee va fer costat als Provisionals i va formar part del primer Consell Provisional de l'Exèrcit el setembre de 1970. Nou de les tretze unitats de l'IRA a Belfast van fer costat als Provisionals el 1969, aproximadament 120 activistes i 500 partidaris.

## Inici de la campanya armada
Billy McKee es va convertir en el primer OC (Office Commander) de la brigada de Belfast de l'IRA Provisional. Des del principi, hi va haver disputes intermitents entre els homes de McKee i els seus antics companys a l'IRA oficial, ja que competien pel control de les zones nacionalistes. Els provisionals, però, van guanyar ràpidament el domini, a causa de la seva projecció de si mateixos com els defensors més fiables de la comunitat catòlica.
El mateix McKee va contribuir en gran manera a aquesta imatge, mitjançant una acció que va protagonitzar el 27 de juny de 1970. Es van produir disturbis a la zona d'Ardoyne, al nord de Belfast, després d'una desfilada de l'Orde d'Orange, i tres protestants van morir en les batalles armades entre l'IRA Provisional i els lleialistes. Aquests darres, com a resposta, es van preparar per atacar el vulnerable enclavament catòlic de Short Strand a l'est de Belfast. Quan McKee se'n va assabentar, es va dirigir a Short Strand amb alguns homes armats i va prendre posició a l'església de St Matthew. En la batalla de cinc hores que es va produir, McKee va resultar ferit i un dels seus homes va morir, juntament amb almenys quatre protestants.
Els líders de l'IRA Provisional sempre havien planejat ampliar les seves activitats, des d'operacions més defensives fins a una campanya ofensiva destinada a eliminar el domini britànic d'Irlanda del Nord. Això només es va fer factible, però, després que la relació de la comunitat catòlica amb l'exèrcit britànic es deteriorés ràpidament al llarg del 1970, fruit del tracte colonial que l'Exèrcit britànic dispensà als catòlics i nacionalistes irlandesos, en els seus esforços per combatre els paramilitars republicans. Per exemple, durant l'anomenada batalla de Falls els dies 5 i 7 de juliol de 1970, fins a 3.000 soldats van bloquejar Falls Road en el marc d'una agressiva operació de recerca d'armes, i on cinc civils van morir i més de 60 van resultar ferits en els enfrontaments amb armes de foc entre les tropes britàniques i l'IRA oficial (que en aquell moment era la facció dominant de l'IRA en aquesta part de Belfast). Més de 300 persones van ser detingudes i la zona es va inundar amb gas CS. Després d'aquest punt, l'estratègia de la Brigada Belfast va passar de la "defensa" a la "represàlia" i el gener de 1971 van començar a buscar i atacar patrulles de l'Exèrcit britànic i de la Royal Ulster Constabulary (RUC). El 5 de febrer de 1971, els provisionals de Belfast van matar el seu primer soldat, Robert Curtis, que va ser assassinat per Billy Reid en una batalla de trets a la zona de New Lodge. En altres enfrontaments a la ciutat la mateixa nit, un home de l'IRA i dos civils catòlics també van morir en intercanvis de foc amb l'exèrcit britànic. El juliol de 1971, deu soldats ja havien mort a les mans de l'IRA a la ciutat de Belfast. El 15 d'abril de 1971, McKee, juntament amb Proinsias MacAirt, van ser detinguts per l'Exèrcit britànic quan es trobava en possessió d'una pistola. Va ser acusat i condemnat per possessió d'armes i internat a la presó de Crumlin Road. Joe Cahill es va fer càrrec de la Brigada Belfast.
Els primers anys dels Troubles, l'IRA Provisional es va expandir ràpidament a Belfast. L'agost de 1969, la brigada tenia només 50 membres actius. A finals de 1971, tenia 1.200 membres, cosa que li va donar una estructura gran però poc controlada. Va ser durant aquest període que la campanya de l'IRA va començar a expansdir-se a tota la ciutat. Joe Cahill va autoritzar l'inici dels atemptats amb bomba de l'IRA, així com els atacs a les tropes britàniques i la RUC. Es va establir en una casa d'Andersonstown i va recórrer la ciutat, coordinant les operacions de l'IRA. A la vegada, el segon batalló de la brigada, conegut com a The Dogs, va passar de tenir una posició minoritària davant de l'IRA Oficial a Falls Road, a ser considerat la defensa real de la zona davant els atacs lleialistes i l'ostigament de l'exèrcit. El cap d'aquell batalló era Charlie Hughes, que va morir en un dels enfrontaments que els provos van tenir amb l'IRA Oficial pel control de l'arsenal republicà l'any 1971. Ell fou el reclutador del seu cosí Brendan Hughes, una figura que posteriorment seria cabdal en l'aparell operatiu de la brigada de Belfast i la campanya militar de l'IRA.

## Internament i escalada de violència
El 9 d'agost de 1971, l'Exèrcit britànic va organitzar l'Operació Demetrius per intentar detenir els líders de l'IRA, introduint l'internament sense judici com a mesura excepcional per aturar els paramilitars republicans. L'endemà, Joe Cahill va fer una roda de premsa en una escola de Ballymurphy i va declarar que l'operació havia estat un fracàs. Va dir: "Hem perdut un oficial de brigada, un oficial de batalló i la resta són voluntaris, o com es diu a l'exèrcit britànic, soldats". Però el mateix Cahill va haver de fugir a la República d'Irlanda per evitar la seva detenció, renunciant així al seu comandament de la Brigada Belfast, lloc que va passar a ocupar Seamus Twomey.
Els tres dies posteriors a la introducció de l'internament, es van produir ferotges disturbis i batalles a les zones republicanes de Belfast, ja que les tropes intentaven entrar a aquestes zones per detenir sospitosos de formar part de l'IRA. En total, van morir 17 persones en els enfrontaments, entre ells dos membres de l'IRA Provisional i tres soldats. En el que quedava de 1971, 37 soldats i 97 civils van morir. El 1972, el nombre de morts va augmentar encara més. El període també va ser costós per a l'IRA. Només al segon batalló de la brigada de Belfast, per exemple, vint voluntaris de l'IRA van morir en els dotze mesos posteriors a l'agost de 1971.
Del 26 de juny al 10 de juliol de 1972, la direcció de l'IRA Provisional va declarar un alto el foc i va mantenir converses amb el Govern britànic. En part, aquesta treva es va trencar a causa d'un enfrontament entre la Brigada de Belfast de l'IRA i l'Exèrcit britànic a Lenadoon, a l'oest de Belfast. L'IRA local va insistir que les famílies catòliques que havien estat obligades a abandonar les zones protestants s'allotguessin en cases abandonades per famílies protestants, que havien fugit de la zona predominantment nacionalista de Lenadoon. Al seu torn, l'associació lleialista de defensa de l'Ulster va amenaçar amb cremar les cases si les ocupaven catòlics. Quan les famílies catòliques van intentar instal·lar-se, l'Exèrcit britànic les va aturar, provocant un motí amb la població catòlica local. Seamus Twomey va declarar que els britànics havien violat la treva i poc després, els seus homes van obrir foc contra els soldats. Seán Mac Stíofáin, el cap de gabinet de l'IRA, va anunciar formalment el final de l'alto el foc aquella nit, en resposta als esdeveniments a Belfast.
A més dels atacs contra l'exèrcit, una part central de la campanya de la Brigada Belfast els atemptats amb bomba contra objectius comercials com botigues i empreses. L'exemple més devastador d'aquesta campanya va ser el Divendres Sagnant, quan el 21 de juliol de 1972 l'IRA va fer esclatar 22 bombes a Belfast, que van matar nou persones i en van ferir 130 [18]. Tot i que la majoria dels atacs de l'IRA contra objectius comercials no estaven dissenyats per causar víctimes, en moltes ocasions van matar persones civils. Altres exemples inclouen el bombardeig del restaurant Abercorn a Belfast el 1972, on dues persones van morir i 130 van resultar ferides.

## Contratemps: Operació Motorman i detencions
Fins al 1972, l'IRA de Belfast controlava efectivament moltes zones republicanes de la ciutat, instal·lant de punts de control permanents i barricades. Aquestes "zones prohibides", però, van ser recuperades per l'Exèrcit britànic en resposta als atemptats del Divendres Sagnant de 1972, en una important operació anomenada Operació Motorman. L'Exèrcit britànic va procedir a la construcció de fortificacions a l'oest de Belfast, dificultant així la llibertat de moviment de l'IRA. Després d'aquest contratemps, Seamus Twomey, que havia autoritzat l'operació del Divendres Sagnant, va ser substituït com a comandant de la Brigada Belfast per Gerry Adams, amb Ivor Bell com a segon comandament. Adams va ocupar el càrrec durant deu mesos, abans de ser detingut i internat el juliol de 1973. Les forces de seguretat van incrementar la pressió sobre els paramilitars republicans a Belfast, i van aconseguir detenir els tres següents comandants de la Brigada Belfast durant l'any següent: Ivor Bell, que va ocupar el càrrec des de juliol de 1973 fins a gener de 1974, Sean Convey, que va durar només dos mesos abans de ser detingut el març de 1974, i Brendan Hughes, que va ser detingut el maig de 1974.
El nombre de soldats assassinats per l'IRA a Belfast va decaure. Si el 1972 l'IRA provisional va matar 145 membres de les forces de seguretat, la majoria a Belfast, el 1974, aquesta xifra havia baixat a 40. A més, la Brigada va canviar les seves tàctiques en un esforç per evitar les baixes i detencions que havien patit els anys anteiors. Segons els periodistes Patrick Bishop i Eamon Mallie, "com a resultat de les nombroses detencions i l'augment de la presència de l'exèrcit, els compromisos prolongats amb l'exèrcit es van esvair i es van substituir per accions concretes". A més, "el rebuig generat pel Divendres Sagnant va convèncer els provisionals d'abandonar gradualment el cotxe bomba".
En part com a conseqüència de les pèrdues que van patir per les detencions en aquest període, i en part com a resultat de negociacions secretes entre la direcció de l'IRA i el govern britànic, l'IRA provisional va declarar un alto el foc de gener de 1975 a gener de 1976. La brigada de Belfast en general va donar la benvinguda a aquest respir. Segons els termes de l'alto el foc, s'aturaren les operacions ofensives contra les forces de seguretat. A canvi, el govern britànic va finançar "centres d'incidents" o oficines per al Sinn Féin a les parts nacionalistes de Belfast, amb l'esperança d'encoratjar el desenvolupament de l'ala política del moviment republicà provisional sobre la seva ala militar. L'alto el foc va produir una disminució de la violència a Belfast.

## Treva de 1975
Els grups paramilitars lleialistes, per por d'un acord secret entre l'IRA i el Govern britànic, van intensificar els assassinats sectaris de civils catòlics, causant més de 300 morts entre 1974 i 1976. Billy McKee, en aquell moment comandant de la Brigada de Belfast, va respondre amb atacs de represàlia contra protestants civils. L'IRA va dur a terme 91 assassinats sectaris entre 1974 i 1976, molts d'ells a Belfast. Un dels atacs més notoris es va produir el 13 d'agost de 1975, quan una unitat de l'IRA dirigida per Brendan McFarlane va atacar el bar Bayardo a la zona lleialista de Shankill, matant cinc persones i ferint-ne més de 50. Només un dels morts tenia connexions paramilitars.
McKee va ser fortament criticat per sectors republicans de Belfast per aquestes morts, crítiques que van augmentar amb la seva consigna, a mitjans de 1975, d'atacar les unitats que quedaven de l'IRA Oficial a Belfast, en un esforç per acabar amb aquesta organització. L'enfrontament que això va suposar va provocar la mort d'11 paramilitars republicans i diversos civils, com el cap de l'associació de taxistes de Falls Road, un col·lectiu afí als provisionals. Els crítics de McKee, especialment Gerry Adams i Danny Morrison, van afirmar que la disciplina de la Brigada Belfast va decaure en aquell període, i alguns voluntaris de l'IRA a caure en la criminalitat. La intel·ligència britànica també va poder utilitzar el període d'alto el foc per reclutar més informants de dins de l'organització. Així molts membres de la brigada van donar celebrar la fi de l'alto el foc de l'IRA, el gener del 1976.

## Reorganització
Després del retrocés viscut durant el període de l'alto el foc, un grup de joves provos de Belfast, liderats per Gerry Adams i Ivor Bell, que havien estat internats, van defensar una reestructuració de l'IRA. En primer lloc, van expulsar Billy McKee com a OC de la Brigada Belfast, acusant-lo de desmoralitzar i desprestigiar l'IRA en permetre la implicació de l'organització en disputes internes i sectàries. En segon lloc, van revisar les estructures de l'IRA, reduint considerablement el nombre de voluntaris que participaven en les accions, organitzar cèl·lules unitats de servei actiu (ASU) tancades, de manera que la informació que qualsevol home de l'IRA tindria sobre l'organització quedaria limitada a cinc o sis persones. Aquest procés va reduir considerablement el nombre membres actius de l'IRA a Belfast. En el seu moment àlgid a principis dels anys setanta, la Brigada havia tingut fins a 1.500 membres. A principis de la dècada de 1980, comptava amb uns 100 homes en unitats de servei actiu, i altres 200 o 300 en funcions secundàries. L'estructura cel·lular també va augmentar el control del lideratge de la Brigada sobre els seus membres, ja que totes les armes eren custodiades per un "intendent" adscrit a cada unitat, i només podien utilitzar-se per a operacions autoritzades per la direcció.

## El període de la vaga de fam
La nova estructura cel·lular de l'IRA es va veure una mica compromesa durant les vagues de fam del 1981. Durant les protestes massives derivades de la disputa, es va animar als membres de l'IRA a Belfast, així com als habituals atacs de franctiradors i assassinat, a liderar els disturbis contra la RUC i l'Exèrcit britànic a les zones nacionalistes. Un efecte d'això va ser debilitar l'anonimat de l'organització "cel·lular" de l'IRA. Segons Bishop i Mallie, "En ple apogeu de la vaga de la fam el 1981 ... l'estructura cel·lular es va esfondrar en l'espiral d'aldarulls als carrers entre l'IRA, la policia i l'exèrcit".

## Infiltrats i delators
Als anys vuitanta, la Brigada de Belfast es va veure molt afectada per les delacions dels informadors infiltrats a l'organització, anomenats supergrasses en terminologia anglesa. Es tractava de membres de l'IRA que la RUC i la intel·ligència britànica reclutaven com a informadors, i als que se’ls oferia favors com la immunitat de processament a canvi de declarar contra altres membres de l'organització. Tot i que l'activitat de la xarxa d'informadors supergrasses no es va traduir en massa condemnes judicials de membres de l'IRA, si que va provocar que fins a 600 paramilitars republicans fossin detinguts, molts d'ells de la Brigada de Belfast, i alguns llargament internats en espera de judici.
El procés de captació d'informadors s'iniciava sovint durant una detenció, com la de Christopher Black el 1981, que després d'assegurar-se que tindria inmunitat, va facilitar informació que va conduir a 38 detencions. El 5 d'agost de 1983, 22 membres de l'IRA provisional van ser condemnats a un total de 4.000 anys de presó a partir del testimoni de Black. (Divuit d'aquestes condemnes van ser anul·lades en apel·lació el 17 de juliol de 1986).
El posterior temor als informadors dins de la brigada de Belfast va contribuir a disminuir l'eficàcia de les seves unitats. Si bé durant els anys setanta la brigada havia estat la més activa de les àrees de comandament de l'IRA, als anys vuitanta i noranta les unitats rurals de l'IRA van tenir relativament més importància dins de l'organització. Els informadors van ser un aspecte clau d'aquest canvi, entre d'altres factors com “la sofisticació creixent dels enemics de l'IRA a Belfast i Derry” i l'estratègia electoral del Sinn Féin, que significava que “a Belfast les operacions de l'IRA s'havien reduït”.
El 1990 un destacat membre de Sinn Féin i l'IRA, Danny Morrison, van ser detingut amb relació a l'interrogatori que els republicans havien fet a un presumpte infiltrat. L'any 2006 l'IRA Autèntic va assassinar Denis Martin Donaldson, antic home de l'IRA i el Sinn Féin de Belfast del que es va conèixer la seva activitat com a informador de l'MI5. El presumpte infiltrat amb més rang dins de l'IRA de Belfast va ser Freddie Scappaticci, que va ser el cap de la Unitat de Seguretat Interna de l'IRA des del 1980 fins al 1990, tot i que ell sempre ha negat haver treballat pels britànics.

## Anys 80 i 90
El 1988, tres membres de la brigada de Belfast van ser assassinats a Gibraltar pel SAS britànic1, en l'anomenada Operació Flavius, quan estarien preparant un atemptat. Els seus funerals van ser atacats per Michael Stone, un paramilitar lleialista de l'Ulster Defence Association (UDA), que va matar tres persones en el seu atac del cementiri de Milltown. Al funeral d'un dels morts en l'atac, dos soldats de paisà van entrar a la processó i van ser colpejats i assassinats per membres de l'IRA, en un incident conegut com l'assassinat dels caporals.
A finals dels vuitanta i principis dels noranta, els paramilitars lleialistess van intensificar els assassinats de catòlics. Com a resposta, l'IRA de Belfast va intentar assassinar alguns dels seus líders. En un intent per acabar amb el lideratge de l'UDA el 1993, va cometre una de les pitjors atrocitats de la campanya de l'IRA. Dues voluntàries de la Brigada Belfast d'Ardoyne van fer esclatar una peixateria a Shankill Road, on la direcció de l'UDA s'havia de reunir. La bomba va esclatar prematurament i va matar un dels provos, Thomas Begley, un membre de l'UDA i vuit civils protestants. A més, van resultar ferides 58 persones. Els objectius previstos no es trobaven a l'edifici.
L'espiral d'assassinats sectaris entre l'IRA i els lleialistes va continuar fins a l'agost de 1994, quan l'IRA va declarar un alto el foc unilateral. Mentre que l'IRA va cancel·lar la seva treva durant el període 1996–1997, la Brigada Belfast va reduir la seva activitat. Les accions de l'IRA van ser fortament restringides pel Consell de l'Exèrcit a les principals zones urbanes d'Irlanda del Nord per evitar víctimes civils. Mentrestant, la campanya de bombardeigs a Anglaterra va continuar. La brigada es va implicar en els enfrontaments de 1997 provocats pel conflicte de Drumcree.

## Després de l'Acord de Pau
L'any 1997 l'IRA Provisional va declarar un alto el foc, que continua vigent. Tot i que en la seva major part la brigada de Belfast no ha dut a terme accions armades, ha utilitzat les seves armes en algunes ocasions. A finals de 1997 i principis de 1998, l'assassinat a la presó de Maze del líder lleialista Billy Wright per part de l'INLA, va provocar que paramilitars lleialistes matessin diversos civils catòlics. L'IRA de Belfast, com a represàlia, va matar Robert Dougan, membre de l'UDA, el 10 de febrer de 1998. El 2004, la brigada va ser acusada d'haver realitzat el robatori del Banc del Nord, el robatori més gran en tota la història de la Gran Bretanya.
L'estiu del 2005, l'IRA va iniciar el seu procés de desarmament, en el que es creu que la majoria de les armes de la brigada de Belfast van ser destruïdes.